# 12716 Delft
12716 Delft è un asteroide della fascia principale. Scoperto nel 1991, presenta un'orbita caratterizzata da un semiasse maggiore pari a 3,0539292 UA e da un'eccentricità di 0,0394425, inclinata di 9,28700° rispetto all'eclittica.